# Benquerencia
Benquerencia település Spanyolországban, Cáceres tartományban.  Lakosainak száma 84 fő (2024).

## Népesség
A település népessége az elmúlt években az alábbi módon változott:
| Lakosok száma | 107  | 103  | 98   | 98   | 89   | 82   | 79   | 81   | 79   | 84   |
|               | 2001 | 2004 | 2006 | 2009 | 2011 | 2014 | 2016 | 2019 | 2021 | 2024 |